# Toby Ord
Toby David Godfrey Ord (Austrália, 1979) é um filosofo australiano. Em 2009 ele fundou a sociedade internacional Giving What We Can, onde os membros se comprometem a doar pelo menos 10% de suas receitas para caridades e é uma figura chave no movumento altruísmo eficaz, que promove a utilização da razão e evidência para ajudar a melhorar as vidas dos demais o máximo possível. Ele é um Senior Research Fellow no Future of Humanity Institute da Universidade de Oxford, onde foca na questão de risco existêncial. Seu livro explorando o assunto, The Precipice: Existential Risk and the Future of Humanity foi publicado em março de 2020.

## Educação e carreira
Ord estudou na Universidade de Melbourne, onde inicialmente estudou ciência de computação. Após completar seu primeiro curso, mudou para filosofia com o objetivo de seguir seu interesse por ética.
Em sua graduação, Ord foi para a Universidade de Oxford, onde obteve um PhB [en] e um PhD em filosofia. Tendo enviado sua tese de doutorado, "Beyond Action: applying consequentialism to decision making and motivation", Ord foi mantido como um pesquisador júnior no Balliol College.
Desde 2014 Ord tem feito parte do Future of Humanity Institute, onde tem a posição de "Senior Research Fellow" e descreve o foco de sua pesquisa como envolvendo "as grandes questões que a humanidade enfrenta". Ele é um fiduciário do Centro por Altruísmo Eficáz e da organização não lucrativa 80,000 Hours, que pesquisa carreiras com o maior impacto social e oferece conselhos baseados em suas pesquisas.

## Pesquisa

### Ética
O trabalho de Ord foca-se primariamente em filosofia moral. Em ética aplicada, ele já trabalhou com bioética, as exigências da moralidade a definição das prioridades globais. Ele também realizou contribuições relacionadas com a saúde global como um conselheiro da terceira edição do Disease Control Priorities Project [en].

### Risco existêncial
Seu interesse principal é a área de risco existêncial. Seu livro sobre o assunto, The Precipice, foi publicado em março de 2020. The New Yorker caracteriza a motivação de Ord na seguinte forma:
A preocupação com o risco existêncial parecia, para Ord, a próxima expansão lógica de um circulo moral em expansão. Se podemos aprender a valorizar as vidas de outras pessoas em outros lugares e circunstâncias da mesma forma que a nossa, então podemos fazer o mesmo com pessoas localizadas no futuro. Essas pessoas, cuja qualidade de vida e a própria existência será intimamente afetada por nossas escolhas, importam tanto quanto nós.

### Hipercomputação
Ord escreveu artigos sobre a viabilidade e potencial da hipercomputação, um modelo de computação que pode ter resultados que não são compatíveis com Turing, tais como uma máquina capaz de resolver o problema da parada.

## Giving What We Can
Em 2009, Ord lançou o Giving What We Can, uma sociedade internacional onde os membros se comprometem a doarem pelo menos 10% de sua renda para as caridades de melhor custo-eficiência. A organização é alinhada e parte do movimento do altruísmo eficaz. Giving What We Can não apenas procura encorajar que as pessoas doem para a caridade, mas também sublinha a importância de doar para aquelas de melhor custo-eficiência, argumentando que "a pesquisa mostra que algumas são até 1,000 vezes mais eficientes que outras." Em fevereiro de 2020, Giving What We Can havia atingido a marca de 4,500 membros, que doaram mais de $1,5 bilhão para caridade.
Inicialmente Ord decidiu que o teto de sua renda seria de £20,000 por ano e que doaria todo o excesso para caridades de melhor custo-eficácia. Um ano depois ele desceu o teto para £18,000. Este limite cresce anualmente com a inflação. Em dezembro de 2019 ele havia doado £106,000, ou 28% de sua renda. No decorrer de sua carreira ele espera doar um total de £1 milhão.

## Vida pessoal
Ord vive em Oxford com sua esposa, Bernadette Young, uma médica. Young também faz parte do Giving What We Can.

### Livros
- The Precipice: Existential Risk and the Future of Humanity. [S.l.]: Hachette Books. 24 de março de 2020. 480 páginas. ISBN 9780316484893
- William MacAskill; Krister Bykvist; Toby Ord (2020). «Moral Uncertainty». Oxford university Press. 226 páginas. ISBN 9780198722274

### Artigos selecionados
- 2019 – Ord, Toby (2019). «An upper bound for the background rate of human extinction». Scientific Reports. 9 (1). 11054 páginas. Bibcode:2019NatSR...911054S. PMC 6667434. PMID 31363134. doi:10.1038/s41598-019-47540-7
- 2018 – Sandberg, Anders; Drexler, Eric; Ord, Toby (2018). «Dissolving the Fermi Paradox». arXiv:1806.02404 [physics.pop-ph]
- 2015 – Ord, Toby. «Moral Trade» (PDF). Ethics. 126
- 2014 – Beckstead, Nick; Ord, Toby. Managing Existential Risk from Emerging Technologies (PDF) (Relatório). Government Office for Science
- 2014 – Ord, Toby (6 de fevereiro de 2014). «Global poverty and the demands of morality» (PDF). In:  Perry, J. God, The Good, and Utilitarianism: Perspectives on Peter Singer. [S.l.]: CUP. ISBN 978-1107050754
- 2013 – Ord, Toby. The Moral Imperative toward Cost-Effectiveness in Global Health (PDF) (Relatório)
- 2010 – Ord, Toby; Hillerbrand, Rafaela; Sandberg, Anders (2008). «Probing the improbable: methodological challenges for risks with low probabilities and high stakes» (PDF). Journal of Risk Research. 13. Bibcode:2008arXiv0810.5515O. arXiv:0810.5515
- 2006 – Bostrom, Nick; Ord, Toby (2006). «The reversal test: eliminating status quo bias in applied ethics» (PDF). Ethics. 116 (4): 656–79. PMID 17039628. doi:10.1086/505233